# 保安官ワイアット・アープ
保安官ワイアット･アープ（原題：The Life and Legend of Wyatt Earp）は、西部開拓史に残る有名な保安官の半生を描いたモノクロ30分のテレビ西部劇である。1955年から1961年まで、ヒュー･オブライエン主演で全227話が放映された。

## 概要
名保安官ワイアット･アープの半生をつづったテレビドラマ。ガンマンに殺された友人のホイットニー保安官のために、バッジを受けて復讐をはたす第1話から、親友ドク･ホリディやバット･マスターソンとの出会い、そしてネッド･バントラインから銃身の長いバントライン･スペシャルを授かってからの活躍、第226回のOK牧場の決闘・最終回の決闘後の話まで、全227話の長編ドラマである。特に、OK牧場の決闘に関しては、5話連続で描かれた（但し、日本では途中で放送が打ち切られており、決闘の回は放送されていない。）
ヒュー･オブライエンは、この番組で一躍人気スターとなった。

## 放送
米ABCで、1955年9月6日から1961年6月27日まで、6シーズン全227話が放映された。日本では1961年9月15日から1965年4月11日まで、日本テレビで放映された。放送時間（JST）は、当初は金曜21:15 - 21:45で、その後1962年秋から金曜21:00 - 21:30、そして1963年12月で一旦休止して、1964年春から火曜21:00 - 21:30で放送（ただしプロ野球中継の際は休止）、秋から日曜21:00 - 21:30で1965年4月まで放映された（福井放送などで同時ネットされた一方、日本テレビ系列でも北日本放送などは該当時間帯に別番組を放送していたケースもあった）。金曜日時代の提供スポンサーは大日本製薬（旧大日本住友製薬、現在：住友ファーマ）であった。

## キャスト
- ワイアット･アープ：ヒュー･オブライエン（声：若山弦蔵）
- ドク･ホリディ：ダグラス･フロウリー
- バット･マスターソン：アラン･ディネハート3世
- ショットガン･ギブス：モーガン･ウッドワード[1]

## その他
- 主役にオブライエンが抜擢されたのは、本物のアープの若いころに似ているからという理由からだった。後に「墓石と決闘」でアープ役を演じたジェームズ･ガーナーも、同じ理由でアープを演じた。
- このシリーズでアープが持っている、銃身12インチのバントライン･スペシャルに関しては、アープ本人が実際にこういう銃を使っていたかどうか、確たる証拠がない。これについては、とりわけ、1931年に刊行されたアープの伝記「フロンティア･マーシャル」での、アープ本人との実際のやり取り（実際はかなり手が入れられていると言われる）が誇張されて伝わっていると思われる。
- その後、オブライエンは1990年に製作されたテレビドラマ『ガンズ･オブ･パラダイス』のうち2話でアープの役を演じ（バット･マスターソン役がジーン･バリー）翌1991年にも『ザ･ギャンブラー･リターンズ ザ･ラック･オブ･ザ ドロー』で再びがマスターソンに扮したバリーと共演した。1994年には映画『ワイアット･アープ リターン･トゥ･トムストゥーン』で年老いたアープを演じた。映画の回想場面には、このテレビドラマのシーンが使われた。

## 前後番組
| 日本テレビ 金曜21:15枠                                                  | 日本テレビ 金曜21:15枠                  | 日本テレビ 金曜21:15枠                                                                         |
| 前番組                                                                  | 番組名                                  | 次番組                                                                                         |
| ----------------------------------------------------------------------- | --------------------------------------- | ---------------------------------------------------------------------------------------------- |
| モーガン警部 （1958.9.19 - 1961.9.8）                                   | 保安官ワイアット･アープ （第1シリーズ） | 21:00 保安官ワイアット･アープ 21:30 今日の出来事 21:40 スポーツニュース 【以上全て15分繰上げ】 |
| 日本テレビ 金曜21:00枠                                                  |                                         |                                                                                                |
| 21:00 スポーツ芸能レポ 21:15 保安官ワイアット･アープ                    | 保安官ワイアット･アープ （第1シリーズ） | バークにまかせろ （21:00 - 21:56）                                                             |
| 日本テレビ 火曜21:00枠                                                  |                                         |                                                                                                |
| がめつい奴                                                              | 保安官ワイアット･アープ （第2シリーズ） | 男ありて （21:00 - 22:00）                                                                     |
| 日本テレビ 日曜21:00 - 21:30                                            |                                         |                                                                                                |
| 20:00 日曜ロードショー（第1期） 21:26 ニューススポット 【30分繰り上げ】 | 保安官ワイアット･アープ （第2シリーズ） | 20:00 日曜ロードショー（第2期） 21:26 ニューススポット 【30分繰り下げ】                        |